# 쇼콜라 (만화)
《쇼콜라》(일본어: ショコラ 쇼코라[*], 프랑스어: Chocolat)는 구보노우치 에이사쿠에 의한 일본 만화이다. 과거에 폭력 조직에 몸담았었던 남자와 애정에 굶주린 여자가 만들어 내는 스토리이다.
쇼가쿠칸의 「주간 빅 코믹 스피리츠」에서 1999년 47호부터 2003년 42호까지 연재되었다. 단행본은 전 7권 (쇼가쿠칸). 두 번째에 걸쳐 텔레비전 드라마화하고 있으며, 첫번째는 일본의 TBS, 두 번째는 대만의 GTV에서 제작 되었다.

## 스토리
타츠미 치야코는 회사 사장의 딸으로 경제적으로는 부족함 없이 자랐지만 어느 날 아버지의 회사가 도산해 버린다. 어머니 마야는 치야코가 3살 때 조직·두목 오무기 마츠키치와 사랑에 빠져 도피했다가 반년 전에 교통 사고로 사망했다. 그렇게 정처없이 집에 남겨진 치야코는 아버지가 생일을 축하해 주려고 사온 케이크를 멍하니 바라보고 있었다. 한편 마츠요시는 마야의 죽음을 계기로 '마야'라는 이름의 케이크 가게를 개점했다. 어느 날 그 곳에 치야코가 방문한다. 치야코가 바라 보던 케이크 상자에는 마츠요시의 주소가 적힌 메모가 들어 있었던 것이 이유였다. 그리고 기절한 마츠요시와 케이크 가게에서 일하는 점원들과 이치고를 향해 "오늘부터 여기에서 지내겠다"고 선언한다. 이렇게 아무런 혈연 관계도없는 사람들이 한 지붕 아래에서 생활하게 된다.

## 텔레비전 드라마

### 일본 드라마
TBS 계열 (MBS 제작)으로 2003년 5월 26일부터 2003년 7월 25일까지 낮 드라마 (드라마 30) 시간대에서 방송되었다. 전 45화. 주연은 오오츠카 치히로.

### 대만 드라마
나가사와 마사미가 주연을 맡아 대만에서 드라마화되었다.현지 타이틀은 《유맹단고점(중국어: 流氓蛋糕店, 병음: Liú máng dàn gāo diàn 류망단가오뎬[*], 한자음: 유맹단고점)》으로 공동 출연은 대만 배우 남정용.
연출은 대만에서 활약중인 일본인 배우 겸 감독 키타무라 토요하루가 맡았다. 1회 90분, 전 13화이며 2014년 1월 10일부터 대만 GTV에서 방송을 시작하였고, 주간 시청률 4위를 기록했다. 그 외에도, 싱가포르에서 1월 18일부터 홍콩에서 2월 8일부터 방송 개시 되었고, 일본을 포함한 아시아 10개국에서 순차적으로 방송 될 예정이다..
대만판에서 원작 만화의 설정을 일부 변경하였고 나가사와 마사미는 일본에서 태어나고 자란 화교의 음대생을 연기했다. 나가사와 연기하는 주인공의 어머니가 도망을 간 상대의 야쿠자의 전 두목이 경영하는 케이크 가게에 들어 오게 되면서부터 시작하는 스토리이다. 혈연 관계가 없는 2명의 정이나 전 두목의 부하들과의 우정, 연애를 그렸다.
나가사와는 이 작품의 촬영으로 2012년 9월부터 대만에 약 4개월가량 머물면서 거의 전편, 북경어 대사를 소화하였다.